# Chaoborus trivittatus
Chaoborus trivittatus är en tvåvingeart som först beskrevs av Friedrich Hermann Loew 1862.  Chaoborus trivittatus ingår i släktet Chaoborus och familjen tofsmyggor. Inga underarter finns listade i Catalogue of Life.